# Henry Vane, 2:e hertig av Cleveland
Henry Vane, 2:e hertig av Cleveland , född 1788, död 1864, son till William Vane, 1:e hertig av Cleveland. Brittisk pär, politiker och arméofficer.
Han var parlamentsledamot (tory) 1812-1842. Parallellt med detta hade han en militär karriär, avslutad som general 1863. År 1842 ärvde han sin fars titlar och utnämndes samma år till riddare av Strumpebandsorden.
Han gifte sig 1809 i London med lady Sophia Poulett (1785-1859) . Han dog barnlös på Raby Castle och titlarna ärvdes av hans äldste bror, William Vane, 3:e hertig av Cleveland som dock också dog barnlös inom ett år.